# Азриелович, Семён Савельевич
Семён Савельевич Азриелович (27.11.1906, Полтава — 1983, Ленинград) — советский инженер, учёный, изобретатель.

## Биография
С конца 1930-х гг. главный инженер Ленинградского ликёроводочного завода. Соавтор установленных в 1944—1947 на ЛЛВЗ автоматических линий, бутлировочных и моечных машин ГАБ (аббревиатура из трех фамилий: Галасов П. Г. (конструктор), Азриелович С. С. (главный инженер) и Бордуков И. А. (директор)).
В 1947—1961 годах доцент кафедры МАПП переведённого в Ленинград Воронежского технологического института.
В 1960-х годах начальник лаборатории Ленинградского межотраслевого научно-исследовательского института пищевой промышленности.
Умер в 1983 году. Похоронен на Еврейском Преображенском кладбище Петербурга.

## Публикации
- Азриелович С. С. Практическое руководство по эксплуатации бутыломоечной машины системы ГАБ/С. С. Азриелович. — 1949
- Азриелович, С. С. Практическое руководство по эксплуатации бутыломоечной машины системы ГАБ (Галасова, Азриеловича и Бордукова). [Предисл. д-ра техн. наук проф. Г. А. Кук, с. 3-4]. Л., 2-я ф-ка дет. книги Детгиза, 1949.
- Автоматическая поточная линия мойки посуды, розлива и оформления ликеро-водочной и винодельческой продукции [Текст]. — Ленинград : ЦБТИ, 1958. — 28 с. : ил.; 23 см.

## Награды и премии
- Сталинская премия третьей степени (1947) — за разработку конструкции и освоение производства новой высокопроизводительной таромоечной машины
- заслуженный изобретатель РСФСР (1969)[2]
- орден «Знак Почёта» (17.04.1940) — «за успешную работу и проявленную инициативу по укреплений обороноспособности нашей страны»

## Семья
- отец — Савелий (Шевах) Михайлович Азриелович, погиб во время блокады Ленинграда.
- жена — Полина Михайловна Азриелович (урождённая Попилова, 1909—1953).
  - сын — Михаил Семёнович Азриелович (1937—1983).